# Kortrijkse Molen
De Kortrijkse Molen is een wipmolen direct ten westen van Breukelen, in de Nederlandse provincie Utrecht.
De molen is omstreeks 1675 gebouwd en heeft tot 1951 de polder Kortrijk en Gieltjesdorp op windkracht bemalen. In dat jaar werd vrijwel direct ten westen van de molen de A2 aangelegd en kwam de molen in eigendom van Rijkswaterstaat. Door de aanleg van de A2 raakte de molen afgesneden van het polderwater van de oorspronkelijke polder. Sinds 1978 is molen eigendom van de Stichting De Utrechtse Molens. De molen onderging in 1982 een forse restauratie en in 1991 werd de molen in weer maalvaardig gemaakt en kan sindsdien door middel van een scheprad een circuit bemalen. De roeden hebben een lengte van bijna 24 meter en zijn voorzien van het oudhollands hekwerk met zeilen.
De biotoop van de molen is door de aanleg van de A2, het hotel van Van der Valk en het Station Breukelen danig verslechterd de afgelopen vijftig jaar. Er is regelmatig gesproken over verplaatsing van de molen, maar dat is door het gewijzigde beleid van de Rijksdienst voor Cultureel Erfgoed geen optie meer. Het afgelopen jaar is de omgeving van de molen door bomenkap verder verbeterd. Ook wordt de windvang opvallend weinig gehinderd door de omringende bebouwing. De molen is wekelijks op vrijwillige basis in bedrijf.